# HD 11964 b
HD 11964 b는 고래자리 방향으로 지구에서 약 111 광년 떨어져 있는 외계 행성이다. 이 행성은 준거성 HD 11964 주위를 매우 가까운 거리에서 타원 궤도를 그리면서 돌고 있다. 이 행성의 최소 질량은 목성의 약 0.09배이다.

## 참고 문헌
- P.C. Gregory (2007년 9월 6일). “A Bayesian periodogram finds evidence for three planets in HD 11964”. 《Arxiv》. 2016년 3월 10일에 원본 문서에서 보존된 문서. 2007년 9월 11일에 확인함.